# Dicranoptycha azrael
Dicranoptycha azrael är en tvåvingeart som beskrevs av Alexander 1953. Dicranoptycha azrael ingår i släktet Dicranoptycha och familjen småharkrankar.
Artens utbredningsområde är Madagaskar. Inga underarter finns listade i Catalogue of Life.